# ゴンザレス三上
ゴンザレス三上（本名・三上 雅彦（みかみ まさひこ）、1953年12月30日 - ）は、大阪府生まれで現在も大阪を拠点に活動するギタリスト、作曲家、編曲家である。アコースティックギターデュオ「ゴンチチ」のメンバー。

## 略歴
音楽への目覚めは幼稚園。お昼時に園で流れた、ルロイ・アンダーソンの『シンコペイテッド・クロック』に衝撃をうけ、食べかけのウィンナーを落とし、曲が終わるまでお弁当がのどを通らなかったという。
ギターを弾き始めたのは小学校5年生、ギターのうまい友人に教えてもらったのがきっかけ。半世紀弱のキャリアを持つ。
ゴンチチではナイロン弦ギター（クラシックギター、ガットギター）によるリードギターを担当。
12弦ギターやソプラノギター、6弦ウクレレなども使用する。
1978年に共通の友人から同郷のチチ松村（本名・松村正秀）を紹介され、二人でギターを弾いたところ非常に相性が良く意気投合し、松村の誘いでステージに上がってふたりでギターを弾くようになり、ゴンチチを結成した。
ゴンザレス三上と名乗りはじめたのもかなり初期である。
（由来は、女子プロレスラーのローラ・ゴンザレスから。強そうな語感でつけたとのこと）
音楽のほかにも、オリジナルアルバム『XO』のジャケットデザインなど
CGやグラフィックデザインの分野でも独自の活動をしている。
ゴンチチは現在も新作アルバムを発表するなど、精力的に活動を続けている。
また、三上は近年、辻コースケとのユニットSSRM（smoked salmon railway machine）で、レコーディングやライブ活動も行っている。

## CD（ゴンチチ以外）
ソロ
- gate of notion（ゲスト、小川美潮,かの香織等）1993
- green shadow, white door（ゲスト、吉田美奈子(vo)、宮本文昭(オーボエ)、中島ノブユキ(ピアノ)、遊佐未森(ポエトリーリーディング)、羽毛田丈史(編曲、ピアノ)、津上研太(サックス)、LOVEHOLIC(ポエトリーリーディング)、naomi & goro(cho)、一本茂樹(b)等）2007

Smoked Salmon Railway Machine
- SEIZA 2010

masahiko mikami + masayoshi fujita
- conjecture 2016

## 著作
- 犬と暮らす人の生活（メディアファクトリー）1999